# Jóhanna Guðrún Jónsdóttir
Yohanna, celým jménem Jóhanna Guðrún Jónsdóttir (* 16. října 1990 Kodaň), je islandsko-dánská zpěvačka. V roce 2009 s písní "Is It True?" reprezentovala Island na Eurovizi 2009 v Moskvě, kde obdržela druhé místo.

## Život a kariéra
Jóhanna se narodila v dánské Kodani islandským rodičům, s nimiž se ve věku dvou let přestěhovala do Reykjavíku. Po několika letech se znovu přestěhovali a většinu dětství Jóhanna prožila v Hafnarfjörðuru. Od nízkého věku se potýkala s revmatoidní artritidou, což však její kariéře nestálo v cestě.
V devíti letech se Jóhanna zúčastnila pěvecké soutěže mezi stovkami islandských dětí. Zde si jí všimla učitelka zpěvu, díky níž Jóhanna začala vystupovat a docházet na hodiny zpěvu. Zanedlouho se z ní stala populární dětská hvězda, v roce 2000 vyšlo její první album Jóhanna Guðrún 9. Obsahovalo převážně mezinárodní popové hity přeložené do islandštiny (např. "I'll be there" od The Jackson 5). Album bylo výborně přijato kritikou a prodalo se ho přes 10 000 kopií. Následovala další dvě alba "Ég Sjálf" a "Jól með Jóhönnu" (2003). Jóhanna se také podílela na několika muzikálech. Poté se však na radu rodičů stáhla z veřejného života. Dokončila vzdělání na Reykjavícké univerzitě umění, zlepšovala se ve zpěvu a cestovala. Během dospívání Jóhanna sbírala zkušenosti ve světě, mimo jiné v New Yorku a Los Angeles. V USA se seznámila se skladatelem Leem Horrocksem a vydavatelem Rickem Wadem a začala pracovat na novém projektu. Později byl zavrhnut, stejně jako spolupráce s vydavatelstvím Sony, které nechtělo její album vydat, dokud zpěvačce nebude osmnáct let.

### 2008-2010:Butterflies and Elvisa Eurovize 2009
Jóhanna však nových známostí a cenných zkušeností využila při vzniku svého prvního plnohodnotného alba Butterflies and Elvis v roce 2008. Většinu písní na albu napsala s Leem Horrocksem a nahrála v Los Angeles. Pro mezinárodní kariéru si zvolila pseudonym Yohanna kvůli špatným zkušenostem s výslovností jejího jména. Album vyšlo především v severní Evropě, stejně jako debutový singl "I Miss You". Na přelomu roku 2008, krátce po vydání alba, se o zpěvačce dozvěděl producent Óskar Páll Sveinsson, který ji kontaktoval a nabídl jí skladbu "Is It True?", romantickou baladu, kterou zpěvačka nazpívala a následně s ní byla přihlášena do islandského národního kola do Eurovision Song Contest, Söngvakeppni Sjónvarpsins 2009. 10. ledna 2009 Yohanna postoupila z prvního semifinále a ve finále zvítězila s počtem 19,076 hlasů (z celkových téměř 70 000), málem dvakrát více než píseň na druhém místě. Před odjezdem na Eurovizi do Moskvy Yohanna vystoupila v Londýně a Amsterdamu. Singl "Is It True?" se dostal kromě prvního místa islandské hitparády dostal do nejlepší desítky ve Finsku, Řecku, Švédsku, Norsku a Švýcarsku. Dále obsadil místa v nejlepší padesátce písní v Belgii, Estonsku, Spojeném království a Irsku, a do hitparády se dostal také na Slovensku, což není u písní z Eurovize příliš běžné. Později se také stala hitem na iTunes. Yohanna také nahrála španělskou, ruskou, německou a francouzskou verzi písně.
Koncem dubna Yohanna a její tým odcestovali do Ruska, kde se začali připravovat na mezinárodní finále. Dobré prognózy předvídaly, že Island 12. května 2009 bude mezi deseti postupujícími z prvního semifinále. Se ziskem 174 bodů (včetně deseti z České republiky) se Yohanna stala vítězkou semifinále a následně 16. května ve finálovém kole obdržela druhé místo za norským Alexandrem Rybakem. S 218 body (včetně tří dvanáctibodových ohodnocení) se "Is It True?" stala nejúspěšnější písní, která kdy za Island soutěžila, a sklidila chválu mimo jiné také od autora skladby Spojeného království, slavného muzikálového skladatele Andrewa Lloyda Webbera. Na mezinárodním letišti na Islandu, který byl právě jednou ze zemí nejvíce postižených evropskou finanční krizí, Yohannu jako hrdinku přivítaly tisíce lidí.
O rok později Yohanna zprostředkovala vyhlášení výsledků Islandu na Eurovision Song Contest 2010 v Oslu.

### 2011: Söngvakeppni Sjónvarpsins
S písní "Nött" se Yohanna znovu přihlásila do národního kola do Eurovize. Přes favorizaci mezinárodních fanoušků však skončila až na třetím místě, zatímco na Eurovizi 2011 odjelo uskupení Sjonni's Friends.
O rok později se Yohanna přestěhovala do norského Kongsvingeru.

### 2013: Söngvakeppnin
Znovu své štěstí Yohanna zkusila v národním kole s písní "Þú", avšak nepodařilo se jí postoupit do závěrečného kola a reprezentantem na Eurovizi 2013 se stal Eyþór Ingi Gunnlaugsson 

## Diskografie

### Alba
| Název                 | Poznámky                                                                                        | Umístění |
| Název                 | Poznámky                                                                                        | [ 3 ]    |
| --------------------- | ----------------------------------------------------------------------------------------------- | -------- |
| Jóhanna Guðrún 9      | - Vydáno: 2000 - 10 000 kopií                                                                   | —        |
| Ég sjálf              | - Vydáno: 2001 - 7 000 kopií                                                                    | —        |
| Jól með Jóhönnu       | - Vydáno: 2003                                                                                  | —        |
| Butterflies And Elvis | - Vydáno: 2008 - Vydavatel: Warner Music Sweden - Formát: CD, digitální download - 10 000 kopií | 19       |

### Singly
| Rok  | Singl               | Umístění | Umístění | Umístění | Umístění | Umístění | Umístění | Umístění | Umístění | Umístění | Umístění | Umístění | Umístění      | Umístění  | Umístění | Album                 |
| Rok  | Singl               | Island   | [ 4 ]    | [ 5 ]    | [ 6 ]    | [ 7 ]    | [ 8 ]    | [ 3 ]    | [ 9 ]    | [ 10 ]   | Estonsko | Valonsko | Evropská unie | Slovensko | Řecko    | Album                 |
| ---- | ------------------- | -------- | -------- | -------- | -------- | -------- | -------- | -------- | -------- | -------- | -------- | -------- | ------------- | --------- | -------- | --------------------- |
| 2009 | "Is It True?"       | 1        | 23       | 16       | 4        | 28       | 3        | 2        | 9        | 49       | 33       | 65       | 14            | 84        | 4        | Butterflies and Elvis |
| 2009 | "I Miss You"        | 18       | —        | —        | —        | —        | —        | —        | —        | —        | —        | —        | —             | —         | —        | Butterflies and Elvis |
| 2011 | "Nótt"              | 3        | —        | —        | —        | —        | —        | —        | —        | —        | —        | —        | —             | —         | —        | -                     |
| 2011 | "Really Over"       | —        | —        | —        | —        | —        | —        | —        | —        | —        | —        | —        | —             | —         | —        | -                     |
| 2012 | "Indian Rope Trick" | —        | —        | —        | —        | —        | —        | —        | —        | —        | —        | —        | —             | —         | —        | Butterflies and Elvis |
| 2012 | "Coming Home"       | —        | —        | —        | —        | —        | —        | —        | —        | —        | —        | —        | —             | —         | —        | -                     |
| 2013 | "Þú"                | —        | —        | —        | —        | —        | —        | —        | —        | —        | —        | —        | —             | —         | —        | -                     |